# 术叶合耳菊
术叶合耳菊（学名：Synotis atractylodifolia）是菊科合耳菊属的植物，为中国的特有植物。分布于中国大陆的宁夏等地，生长于海拔1,500米至2,300米的地区，多生在阴湿山谷及多岩石山坡，目前尚未由人工引种栽培。

## 别名
术叶千里光（图鉴）